# Christian Christensen (Politiker)
Christian Christensen (* 20. Januar 1925 in Nørre Bork, Region Midtjylland; † 30. September 1988) war ein dänischer Politiker der Kristeligt Folkeparti, der in den 1980er Jahren Umweltminister sowie Minister für nordische Angelegenheiten war.

## Leben
Christensen, Sohn eines Landwirts, arbeitete nach dem Besuch der Volksschule zunächst ebenfalls in der Landwirtschaft und absolvierte zwischen 1944 und 1945 die Hochschule in Hoptrup Sogn. Nach Abschluss des Lehrerseminars Haslev wurde er 1952 Lehrer an der Bürger- und Realschule Haslev und unterrichtete dort bis 1961. Zugleich wurde er 1952 auch Lehrer an der Handelsschule Haslev, deren Rektor er zwischen 1954 und 1961 war. In dieser Zeit absolvierte er zwischen 1958 und 1961 auch eine Weiterbildung zum Fachlehrer für Wirtschaftsgeographie und Wirtschaftskunde an der Dänischen Lehrerhochschule (Danmarks Lærerhøjskole). Darüber hinaus engagierte er sich in der Jugendarbeit im Pfadfinderverband des Christlichen Vereins Junger Menschen (CVJM) und war zudem von 1958 bis 1961 Mitglied des Kirchenrates von Haslev. 1961 kehrte er in seine Heimatregion Midtjylland zurück und war zwischen 1961 und 1972 sowohl Schulinspektor in Ringkøbing sowie zuletzt Schuldirektor für das kommunale Schulwesen von Ringkøbing.
Christensen, der 1970 zu den Mitgründern der Kristeligt Folkeparti gehörte, wurde 1971 Vorsitzender der Partei in Ringkøbing sowie zwischen 1972 und 1974 Amtsvorsteher von Ringkjøbing Amt. Nachdem er bei den Wahlen vom 21. September 1971 erfolglos im Wahlkreis Ringkjøbing für ein Mandat im Folketing kandidiert hatte, wurde er bei den Foilketingswahlen am 4. Dezember 1973 erstmals als Abgeordneter in das Folketing gewählt und vertrat bis zu den Wahlen am 10. Mai 1988 den Wahlkreis Ringkjøbing Amt-Herning.
Während seiner Parlamentszugehörigkeit war Christensen von 1973 bis 1978 Vorsitzender der Fraktion der Kristeligt Folkeparti sowie zeitgleich stellvertretender Parteivorsitzender und Mitglied des Parteivorstandes und des Exekutivvorstandes der Partei. Nachdem der bisherige Parteivorsitzende Jens Møller 1979 nicht wiedergewählt worden war, übernahm Christensen 1979 vorübergehend bis zur Wahl von Flemming Kofod-Svendsen das Amt des politischen Leiters der Partei.
Am 10. September 1982 wurde Christensen von Ministerpräsident Poul Schlüter zum Umweltminister (Miljøminister) in dessen erste Regierung berufen und bekleidete dieses Ministeramt bis zum 3. Juni 1988. Zugleich übernahm er zwischen 1982 und 1987 das Amt des Ministers für nordische Angelegenheiten (Minister for nordiske Anliggender).